# Борисов, Анатолий Иванович
Анатолий Иванович Борисов — советский артист театра и кино, профессор кафедры актëрского мастерства в театральном училище имени Щукина. Заслуженный артист РСФСР (1968).

## Биография
Анатолий Борисов родился 29 сентября 1911 года в Москве. Отец — Иван Иванович Борисов. Мать — Елизавета Васильевна Мазурина. 
В 1930 году работал счетоводом на фабрике имени Ногина в Кунцево. 
В 1930 — 1933 годах играл в Свердловском театре юного зрителя. 
В 1937 году закончил Высшее театральное училище имени Бориса Щукина и вступил в труппу театра имени Е. Б. Вахтангова, где прослужил до своей смерти. Он играл небольшие, но яркие роли.  
Преподавал в Щукинском училище. С 1958 года профессор, художественный руководитель пяти курсов.
В 1968 году награждён званием заслуженного артиста РСФСР. 
Среди его учеников — многие известные артисты: Андрей Миронов, Марианна Вертинская, Борис Хмельницкий, Валентина Шарыкина, Виктория Лепко, Николай Волков, Юрий Волынцев, Ольга Яковлева, Евгений Стеблов, Валентина Малявина, Наталья Селезнёва, Виктор Зозулин, Ольга Барнет, Михаил Васьков, Елена Ивочкина, Анатолий Меньщиков и многие другие.
Умер 11 сентября 1986 года в Москве.

## Творчество

### Роли в театре
Московский театр имени Е. Б Вахтангова
- 1934 — Человеческая комедия Оноре де Бальзака — Жозеф, слуга-грум Растиньяка
- 1937 — Человек с ружьём Н. Погодина — истопник
- 1941 — Маскарад — игроки
- 1942 — Фронт — боец
- 1942 — Сирано де Бержерак Эдмона Ростана— капуцин
- 1950 — Первые радости — 1-й жандармский ротмистр
- 1956 — Фима Гордеев Максима Горького— подрядчик
- 1956 — Ромео и Джульетта У. Шекспира — дядя Капулетти
- 1957 — Город на заре — певец
- 1958 — Идиот Ф. Достоевского — старик сановник
- 1959 — Иркутская история — цыган
- 1959 — Маленькие трагедии. Скупой рыцарь. А. Пушкина — Иван
- 1960 — Дамы и гусары Александра Фредро— Рембо
- 1962 — Живой труп Л. Толстого— молодой адвокат
- 1963 — Принцесса Турандот — мудрец, член дивана
- 1965 — Западня Эмиля Золя — Пуассон, полицейский
- 1966 — Золушка — второй привратник королевства
- 1969 — Мещанин во дворянстве, Мольера — портной
- 1971 — Антоний и Клеопатра У. Шекспира— Дерцет
- 1979 — Великая магия — Роберто Мальяно

### Фильмография
| Год  |   | Название                            | Роль                          |
| ---- | - | ----------------------------------- | ----------------------------- |
| 1953 | ф | Егор Булычëв и другие               | Нифон Григорьевич, доктор     |
| 1959 | ф | Город на заре                       | Певец                         |
| 1967 | ф | Курьер Кремля                       | Офицер                        |
| 1968 | ф | Возвращение                         | Стрелочник                    |
| 1968 | ф | Судьба играет человеком             | фельдшер Ремешков             |
| 1969 | ф | Обвиняются в убийстве               | Дубровский, адвокат           |
| 1971 | ф | Западня                             | Пуассон                       |
| 1968 | ф | Командир счастливой «Щуки»          | немецкий адмирал              |
| 1972 | ф | Станционный смотритель              | доктор                        |
| 1974 | ф | Свой среди чужих, чужой среди своих | Доктор Григорий Христофорович |
| 1976 | ф | Дамы и гусары (фильм, 1976)         | Рембо                         |
| 1977 | ф | Хождение по мукам                   | старичок в вагоне             |
| 1977 | ф | Долг (фильм)                        | старик                        |
| 1978 | ф | Золушка                             | носильщик                     |
| 1981 | ф | Тропинины                           | Геннадий Матвеевич            |
| 1983 | ф | Сирано де Бержерак                  | Джоделет                      |
| 1984 | ф | Почти ровесники                     | дедушка Оли                   |
| 1984 | ф | Очень важная персона (фильм)        | руководитель                  |
| 1985 | ф | Человек с аккордеоном               | декан университета            |
| 1985 | ф | Не ходите, девки, замуж             | попутчик                      |